# Élisabeth-Charlotte d'Holzappel
Élisabeth Charlotte Melander (29 février 1640 – 17 mars 1707), est comtesse de Holzappel de 1648 à 1707 et de Schaumbourg de 1656 à 1707.

## Biographie
Élisabeth Charlotte est le seul enfant de Peter Melander et Agnès d'Efferen. Peter Melander est maréchal impérial. Il devient riche en raison de sa position dans la Guerre de Trente Ans et est nommé comte de Holzappel en 1641. En 1643, il achète la seigneurie d'Esterau avec le bailliage de Isselbach de Jean-Louis de Nassau-Hadamar, qui est en grandes difficultés financières. L'empereur Ferdinand III élève par la suite la petite seigneurie de Holzappel en comté, comme une récompense pour les services que Melander a rendus dans l'armée impériale.

## La comtesse de Holzappel
Melander est décédé le 17 mai 1648 à Augsbourg, à la suite des blessures qu'il a reçues à la Bataille de Zusmarshausen. Le comté de Holzappel passe à Élisabeth Charlotte, sa seule enfant, en dépit d'un procès fait par ses neveux Melander.
Peter Melander laisse une fortune qui permet à sa veuve Agnès l'achat du château et de la seigneurie de Schaumbourg près de Balduinstein en 1656. Quand Agnès meurt plus tard la même année, la seigneurie de Schaumbourg passe aussi à Élisabeth Charlotte et est fusionnée avec Holzappel, formant ainsi le comté de Holzappel-Schaumbourg.
En 1658, Élisabeth Charlotte épouse le comte Adolphe de Nassau-Schaumbourg. Après le mariage, il prend le titre de Comte de Nassau-Schaumbourg et fonde la ligne cadette de la Maison de Nassau avec ce nom.
En 1685, Élisabeth Charlotte change le nom du siège du comté de Esten en Holzappel. Elle permet aux réfugiés Huguenots et aux Vaudois de s'installer dans le comté, et, en 1699, elle fonde, près de Holzappel, Charlottenberg qui a été nommé en son honneur.

## Succession
Comme tous ses fils sont morts au cours de sa vie, par contrat du 1er septembre 1690 conclu avec Victor-Amédée d'Anhalt-Bernbourg, Élisabeth Charlotte laisse Holzappel à la plus jeune de ses trois filles, Charlotte de Nassau-Schaumbourg, qui épouse Victor-Amédée, le plus jeune fils de Lebrecht d'Anhalt-Zeitz-Hoym, en 1692. Ainsi, après la mort d’Élisabeth Charlotte en 1707, le comté passe à la ligne de la maison princière d'Anhalt-Bernbourg, les Princes d'Anhalt-Bernbourg-Schaumbourg-Hoym.

## Descendance
- Agnès (13 juin 1659).
- Guillaume-Louis (8 février 1661-5 avril 1661).
- Ernestine Charlotte (20 mai 1662-21 février 1714), épouse d'abord, le 6 février 1678  William Maurice, prince de Nassau-Siegen (d. 1691) et d'autre part, Frédéric Philippe von Geuder genannt von Rabensteiner (d. 1727).
- Jeanne-Élisabeth (5 septembre 1663 – 9 février 1700), mariée le 16 juin 1692 à Frédéric Adolphe de Lippe (d. 1718).
- Louise Henriette (17 février 1665-17 avril 1665).
- Charles-Henri (6 septembre 1670).
- Charlotte (25 septembre 1673 – 31 janvier 1700), mariée le 12 avril 1692 à Lebrecht d'Anhalt-Zeitz-Hoym (d. 1727).